# Copa Tejas
La Copa Tejas è un trofeo calcistico creato nel 2019 dai tifosi del San Antonio FC e che viene assegnato ogni anno alla migliore squadra dello stato del Texas a seconda della divisione di appartenenza. È suddivisa in due categorie: la Division 1, nella quale competono le franchigie di Major League Soccer (Austin FC, FC Dallas e Houston Dynamo) e la Division 2 per i club di USL Championship (Austin Bold, El Paso Locomotive, Rio Grande Valley e San Antonio FC).

## Storia
Già presenti nella USL dal 2016, il San Antonio FC e il Rio Grande Valley erano già le squadre rivali del cosiddetto South Texas Derby (derby del Sud del Texas). La Copa Tejas fu tuttavia creata solamente nel 2019, anno in cui anche l'Austin Bold e l'El Paso Locomotive entrarono a far parte della lega. La prima edizione fu vinta dall'Austin Bold.
A causa della pandemia di COVID-19, nella stagione 2020 la Copa Tejas non fu assegnata, in quanto l'El Paso Locomotive, nell'ambito di una stagione dalla struttura anomala, era stato inserito in un girone da quello delle altre squadre texane, e non le poté dunque affrontare.
A partire dal 2021, con l'ingresso dell'Austin FC in MLS, la competizione fu allargata e suddivisa in due divisioni, una riguardante le squadre MLS e l'altra per i club di USL Championship, le quali hanno preso rispettivamente il nome di Division 1 e Division 2.

## Formula
Il format della competizione è del tutto simile a quello della Cascadia Cup: il vincitore viene decretato in base all'esito degli scontri diretti tra le tre partecipanti al termine della regular season. Vengono assegnati 3 punti per ogni vittoria, 1 per ogni pareggio e 0 in caso di sconfitta, e la squadra che a fine stagione ha totalizzato il maggior numero di punti si porta a casa la coppa. In caso di arrivo a pari punti, la classifica viene stilata in base ai seguenti criteri:
- Maggior numero di punti conquistati negli scontri diretti tra le squadre a pari punti.
- Miglior differenza reti negli scontri diretti tra le squadre a pari punti.
- Maggior numero di reti segnate negli scontri diretti tra le squadre a pari punti.
- Riapplicare gli stessi criteri se due o più squadre sono ancora in parità.
- Miglior differenza reti nelle partite valide per la Copa Tejas.
- Maggior numero di reti segnate nelle partite valide per la Copa Tejas.
- Minor numero di punti disciplinari nelle partite valide per la Copa Tejas (cartellino giallo = 1 punto, cartellino rosso = 2 punti).

## Albo d'oro

### Division 1
| Anno | Campione  | Secondo        | Terzo     |
| ---- | --------- | -------------- | --------- |
| 2021 | FC Dallas | Houston Dynamo | Austin FC |

### Division 2
| Anno | Campione           | Secondo        | Terzo             | Quarto             |
| ---- | ------------------ | -------------- | ----------------- | ------------------ |
| 2019 | Austin Bold        | San Antonio FC | Rio Grande Valley | El Paso Locomotive |
| 2020 | Non assegnata      | Non assegnata  | Non assegnata     | Non assegnata      |
| 2021 | El Paso Locomotive | Austin Bold    | Rio Grande Valley | San Antonio FC     |

## Copa Tejas Shield
Viene inoltre assegnato uno speciale trofeo per la squadra calcistica texana che conclude la stagione con la migliore media punti complessiva, indipendentemente dal campionato di appartenenza. Di questa particolare classifica, oltre ai già citati club di MLS e USL Championship, fa parte anche lo Houston Dash della National Women's Soccer League.

### Albo d'oro
| Anno | Vincitore          | Secondo        | Terzo        |
| ---- | ------------------ | -------------- | ------------ |
| 2021 | El Paso Locomotive | San Antonio FC | Houston Dash |